# Casta Cabrera
La Casta Cabrera es una de las siete castas fundacionales de la raza del toro de lidia reconocidas por la legislación española, figurando dentro del Libro Genealógico de la Raza Bovina de Lidia del Ministerio de Agricultura así como en los planes de mejora y protección de esta especie.
El origen de esta subespecie del toro bravo se remonta a partir de 1740, cuando el ganadero sevillano Luis Antonio de Cabrera Ponce de León y Luna funda su ganadería con toros de distintas procedencias y consigue crear un animal con características propias y que pervive hasta nuestros días en la ganadería de Miura.

## Historia de la casta
El origen de la casta Cabrera se debe a la fundación de la ganadería de toros bravos de Luis Antonio de Cabrera  Ponce de León y Luna, Noble y Hacendado de la Casa de Arcos, en la ciudad de Sevilla. Regidor Perpetuo de Utrera desde 1745 según el catastro de la ensenada. Antes de la primera mitad del siglo XVIII, este ganadero Utrerano realizó una serie de cruces de ganado que provenían de las vacadas conventuales de los cartujos y dominicos de Jerez de la Frontera  así como de los dominicos de Sevilla, el cual criaba para lidiar en espectáculos taurinos. Así, por ejemplo, hay registros de la venta de toros de Cabrera para la Plaza de toros de Sevilla desde 1752.
A su muerte, en 1768, le sucederá al frente de la ganadería su yerno y sobrino José Rafael Cabrera y Angulo, quien consiguió conferirle el “gran renombre que goza la antigua ganadería de Cabrera”. Considerado como principal exponente en el  libro “los trece ganaderos románticos” del escritor Luis Fernández Salcedo, ganaderos que marcaron  un antes y un después en la forma de seleccionar el toro bravo,  midiendo su bravura y comportamiento además del tipo, actualmente denominado tentadero o tienta. En las fincas, llamada La Hermosilla, en Dos Hermanas (Sevilla) y Cortijo de Troya, pastaron los toros de Cabrera hasta su muerte en 1823. Antes de terminar el siglo XVIII, la familia Cabrera Ponce de León y Luna ya había conseguido difundir la bravura de reses, vendiéndole puntas de ganado a Benito Ulloa Ledesma, en 1761; y Vicente José Vázquez, hacia 1800, con lo que terminaría por consolidar sus toros de casta vazqueña.
La ganadería tras la muerte de Cabrera pasó a manos de su tercera esposa, María Soledad Núñez de Prado, quien pasó a anunciar al hierro como Viuda de Cabrera, quien mantuvo las características del toro durante la lidia: "muy agresivo en su pelea con los picadores, soportando muchas varas y mostrándose en todo momento fuerte, poderoso y duro". A la muerte de la ganadera, en 1835, le sucedió su hermana Jerónima Núñez de Prado y su sobrino, el senador Ildefonso Núñez de Prado, quien terminará por desprenderse de la ganadería a partir de 1850 realizando sucesivas ventas: a Ramón Romero Balmaseda y Rafael José Barbero, en 1850; y a Juan Miura Rodríguez en distintas veces entre 1850 y 1852.

### Características
De acuerdo con lo establecido en la legislación española, el toro de casta Cabrera tienes unas particularidades zootécnicas que la diferencian a los toros de esta procedencia de la del resto de las demás:
- Ejemplares son longilíneos, con perfil cefálico subcóncavo, de gran alzada, con cabeza y cuello largos.
- Mirada es muy expresiva, el abdomen es recogido y suelen ser zancudos.
- Encornaduras bastante desarrolladas, gruesas en su base y que se insertan por detrás de la línea de prolongación de la nuca en el frontal.
- A pesar de su tamaño no gozan de una buena conformación desde el punto de vista cárnico y presentan variedad de pintas, predominando los negros, cárdenos, castaños, colorados y con menor frecuencia sardos y salineros, y la mayoría de las particularidades complementarias o accidentales.

## Encastes relacionados
La desmembración de la ganadería llevó a diseminar la sangre Cabrera en distintas camadas de toros y vacas aunque, con el paso del tiempo, solamente una ganadería ha mantenido el origen genético de esta casta. El antiguo hierro del Marqués de Guadalest se deshizo de toda la carga genética cabrereña lo mismo que la ganadería de Felipe Bartolomé cuando, en 1932, elimina todo lo que había de Cabrera en la ganadería del Marqués de Casa Ulloa.

### Miura
La familia Miura inicia su aventura ganadera en 1842, cuando Juan Miura Rodríguez compra para su hijo Antonio Miura Fernández, los toros y vacas de las ganaderías de Antonio Gil y José Luis Alvareda, ambas de casta Gallardo. Sin embargo, la creación de la ganadería se complementó con una nueva compra de ganado en 1850, donde se añaden "100 novillos de la vacada de la Sra. Viuda de D. José Rafael Cabrera" y, "519 vacas de la testamentaría de dicha señora", en 1852.